# (53316) Michielford
(53316) Michielford (1999 JY3) – planetoida z pasa głównego asteroid okrążająca Słońce w ciągu 4,9 lat w średniej odległości 2,88 j.a. Została odkryta 9 maja 1999 roku przez Gary Huga.